# Jezerca
Jezerca – wieś w Słowenii, w gminie Kobarid. W 2018 roku liczyła 32 mieszkańców.